# 헤모시아닌
헤모시아닌(Hemocyanin)은 해양무척추동물이 산소 운반체로 쓰는 금속단백질이다. 헤모글로빈과 달리 구리를 가지고 있다.

## 같이 보기
- 대서양투구게
- 헤모글로빈
- 미오글로빈
- 호흡 색소